# Space Interferometry Mission
Space Interferometry Mission (abbreviato in SIM) era una missione progettata dalla NASA per lo studio dettagliato dei pianeti extrasolari. Lo scopo principale di questa missione doveva essere quello di aprire la strada per la successiva Terrestrial Planet Finder, anch'essa cancellata. Dopo essere stato rimandata più volte, la missione venne cancellata nel 2010.

## Obiettivi della missione

### Premessa
Fino al 2010 i telescopi terrestri hanno scoperto una manciata di pianeti in orbita attorno a stelle esterne al sistema solare, ma queste osservazioni erano state sempre indirette: si erano individuati i pianeti basandosi sulle perturbazioni della stella causate dalla loro attrazione gravitazionale. Poiché un pianeta deve essere estremamente massiccio per produrre uno spostamento osservabile, tutti i corpi scoperti hanno masse più simili a quella di Giove che a quella della Terra.
Se un telescopio del futuro individuasse un pianeta terrestre e ne analizzasse l'atmosfera, potrebbe determinare se esso ospita vita extraterrestre.

### Caratteristiche di SIM
La NASA prevedeva il lancio di Space Interferometry Mission nel 2015 (originariamente era previsto per il 2005), l'osservatorio sarebbe orbitato attorno al Sole in un'orbita vicina a quella terrestre. SIM doveva produrre immagini con una risoluzione senza precedenti, combinando la luce di due telescopi distanti 10 metri; sarebbe anche stato capace di misurare le posizioni stellari così precisamente da poter valutare la perturbazione causata da un pianeta di tipo terrestre in orbita attorno a una stella vicina. Dopo che SIM avrebbe identificato i migliori candidati a ospitare pianeti di tipo terrestre, poteva partire la missione successiva: Terrestrial Planet Finder (TPF), che doveva essere uno strumento in grado di osservare direttamente la luce riflessa da pianeti extrasolari di tipo terrestre: anche tale missione venne cancellata nel 2011.